# Claas
CLAAS KGaA mbH je německý výrobce zemědělských strojů. Firma byla založena v roce 1913 Augustem Claasem ve městě Clarholz v Německu. Dnes zaměstnává tisíce lidí po celém světě. Počátkem roku 2012 byla v Číně otevřena nová dceřiná společnost firmy Claas.

## Historie

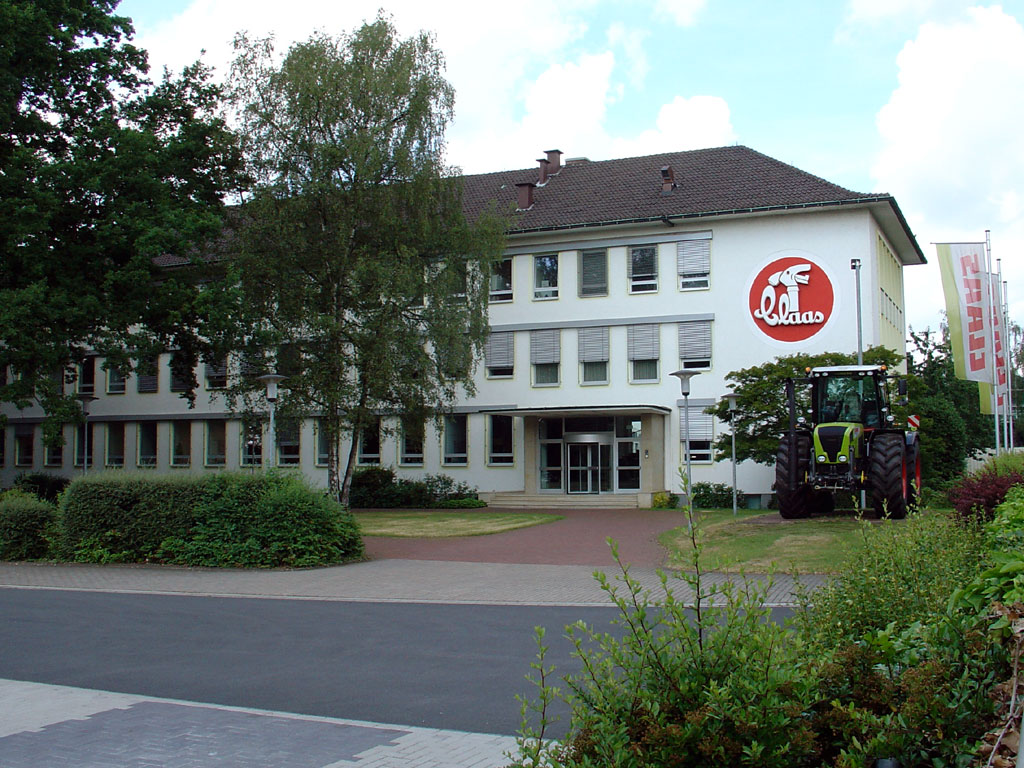
Hlavní sídlo firmy v Harsewinkelu

August Claas se svými bratry Franzem a Theemem vyvinuli mechanický vazač slámy. Tento vazač slámy byl v tehdejší době na velmi dobré úrovni. Roku 1934 vyrobila firma Claas první sběrací balíkovací stroj. V roce 1936 se pak začal vyrábět první kombajn. Tím si firma vybudovala velmi významnou pozici na evropském trhu. V roce 2003 začala firma Claas úzce spolupracovat se společností Renault – všechny traktory Renault dnes nesou značku a barvy Claas. Tím se podstatně rozšířila a nyní zaměstnává přes 6000 lidí po celém světě.

### Časová osa
- 1913 – Ve městečku Carlholz (dnes ve Westfálsku) zakládá August Claas výrobnu zemědělských strojů.
- 1914 – August Claas, Bernhard a Franz zakládají firmu Gebr. Claas
- 1919 – Sídlem firmy se stává Harsewinkel.
- 1921 – Firma Claas si nechává patentovat vazací mechanismus balíkovače na slámu.
- 1930 – Firma začíná projektovat a vyvíjet první kombajn.
- 1931 – První vyrobený lis na slámu.
- 1936 – Claas uvádí na trh první v Evropě zkonstruovaný kombajn.
- 1937 – Claas začíná sériově vyrábět tažené kombajny.
- 1946 – Počátek sériové výroby taženého kombajnu „SUPER“.
- 1953 – Claas projektuje první samojízdnou sklízecí mlátičku.
- 1956 – V Paderbornu se začíná stavět nový závod.
- 1968 – August Claas předává vedení firmy svému synovi Helmutovi.
- 1969 – Claas přebírá továrnu Josefa Bautze v Sauglau a začíná vyrábět krmné vozy.
- 1970 – Firma uvádí na trh kombajn Claas Dominator 80 jako první model z dlouhé a úspěšné řady Dominator.
- 1973 – Claas představuje samojízdnou řezačku.
- 1976 – Představení prvního kulatého lisu Rollant.
- 1983 – Otevřen nový program samojízdných řezaček Jaguar.
- 1988 – Uveden na trh první větší lis Quadrant.
- 1992 – Otevřen nový závod v Beelenu.
- 1994 – Začíná vývoj elektronického satelitnítho, zemědělského, informačního systému AGROCOM.
- 1995 – Na trh přichází kombajn Lexion – ve své době nejvýkonnější kombajn na světě.
- 1996 – Závody v Harsewinkelu, Paderbornu a Metách se stávají samostatnými dceřinými společnostmi.
- 1997 – Claas přebírá výrobnu v Maďarsku ve městě Törökszentmiklós.
- 1999 – V USA v Omaze byla založena nová továrna na kombajny.
- 2001 – Za 55 mil. € je kompletně přestavěn závod v Harsewinkelu.
- 2003 – Claas získává většinu ve společnosti Renault Agriculture a začíná vyrábět traktory.
Brány výrobní haly opouští 400 000. vyrobený kombajn Lexion.
- 2004 – Vyrobený 20 000. kus samojízdné řezačky Jaguar.
- 2005 – V jihoruském Krasnodaru je otevřena továrna na kombajny.
- 2006 – Claas uvádí na trh traktor Axion.
- 2008 – Claas získává ve společnosti Renault Agriculture 100% podíl.
Slavnostní otevření továrny v Indii.
- 2009 – Na trh uveden Xerion 5000.
- 2010 – Otevření nového technologického centra v Harsewinkelu.
- 2021 - Nová sklízecí mlátička Trion

## Současnost a vedení společnosti
Celý koncern Claas má více poboček po celém světě a jeho výrobní linky najdeme nejen v Evropě (kromě Německa, také v Anglii, Francii, Itálii, Polsku, Španělsku, Rusku a také i na Ukrajině), Asii (Indie,Čína) a v Americe) (USA, Argentina).
Vedení koncernu Claas tvoří Dr. Theo Freye, Dr. Hermann Garbers, Hans Lampert, Lothar Kriszun, Dr. Rolf Meuther, Jan-Hendrik Mohr, Dr. Henry Puhl.

## Produkty

### Sklízecí mlátičky

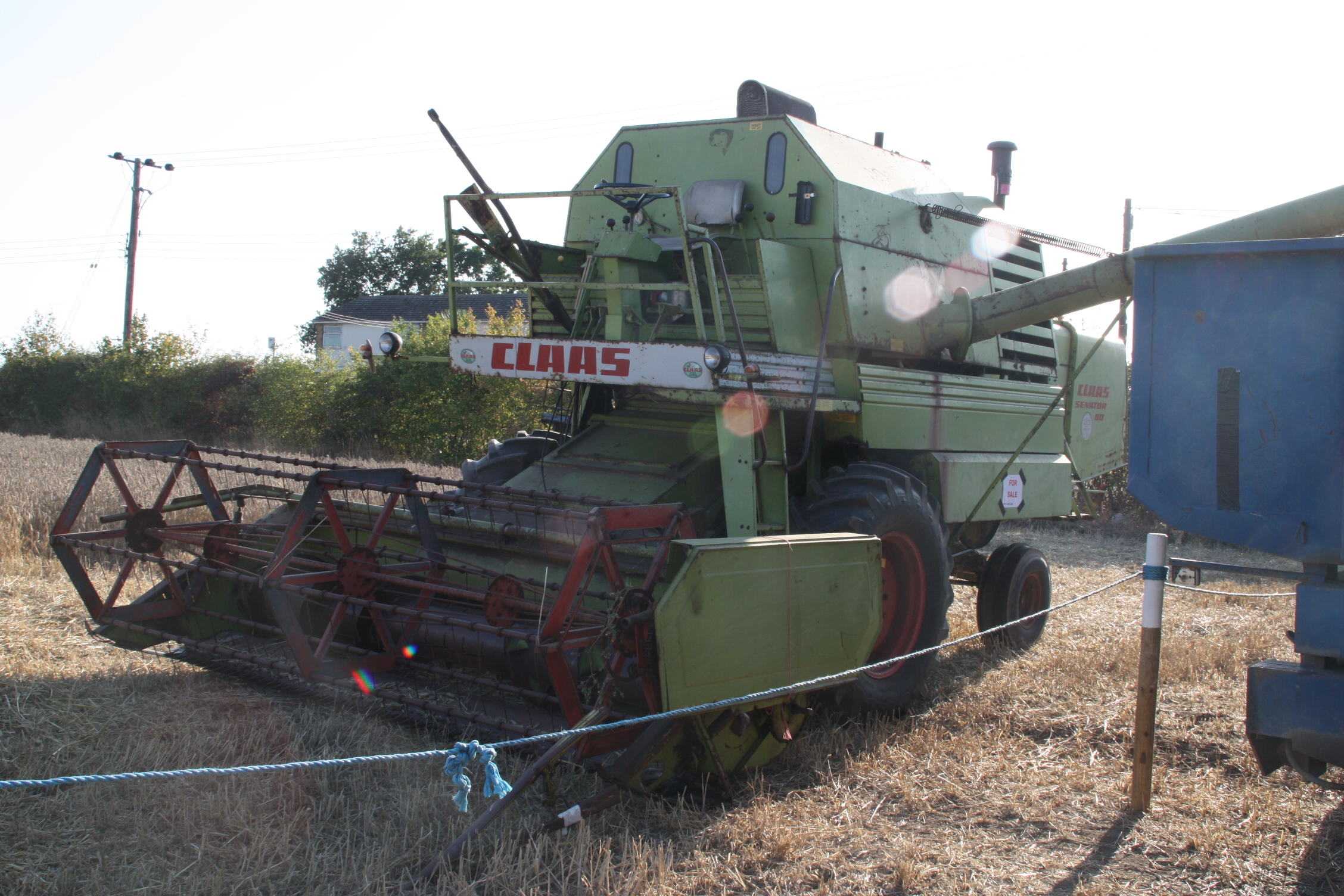
Claas Senator

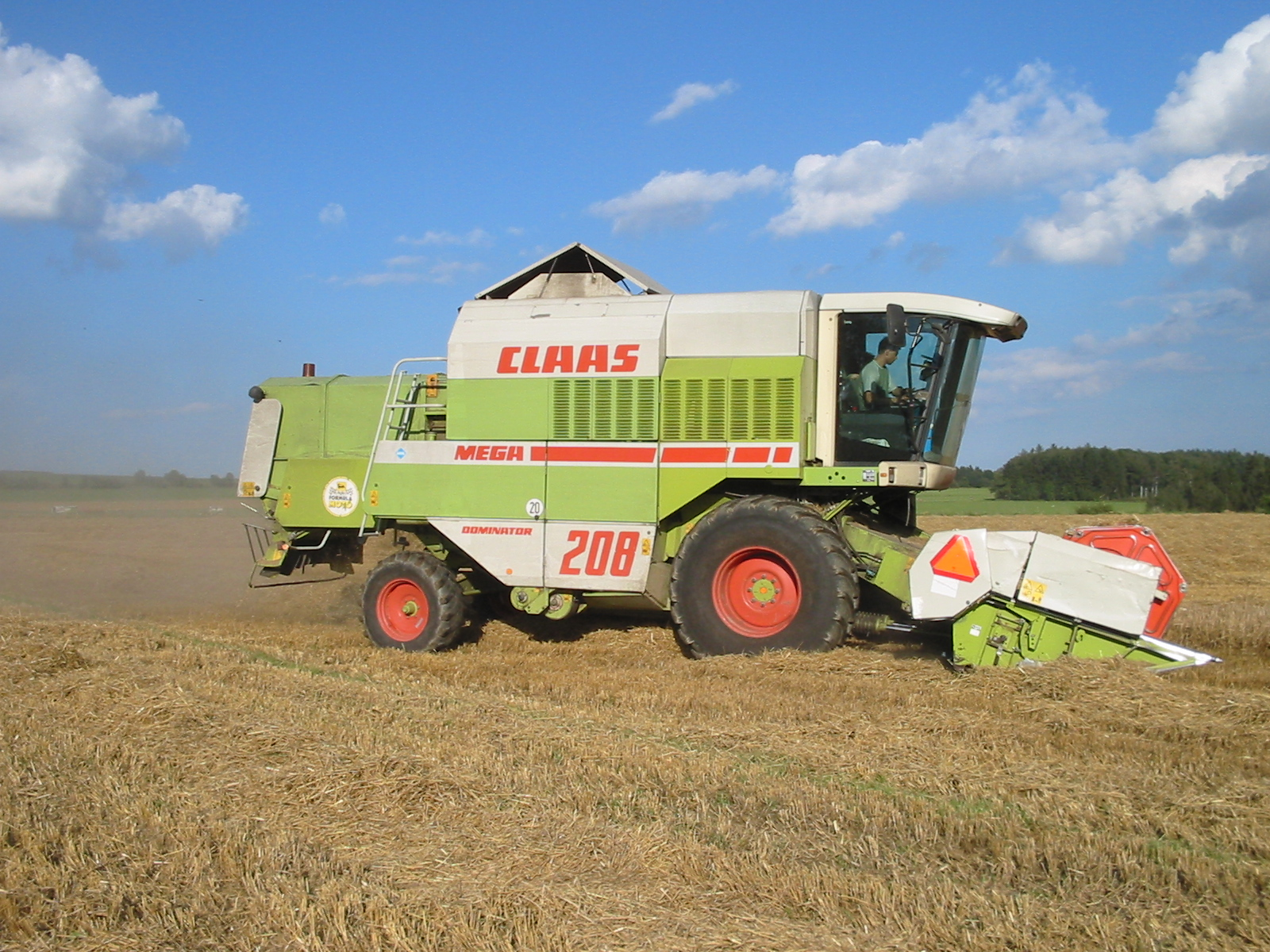
Claas Mega 208

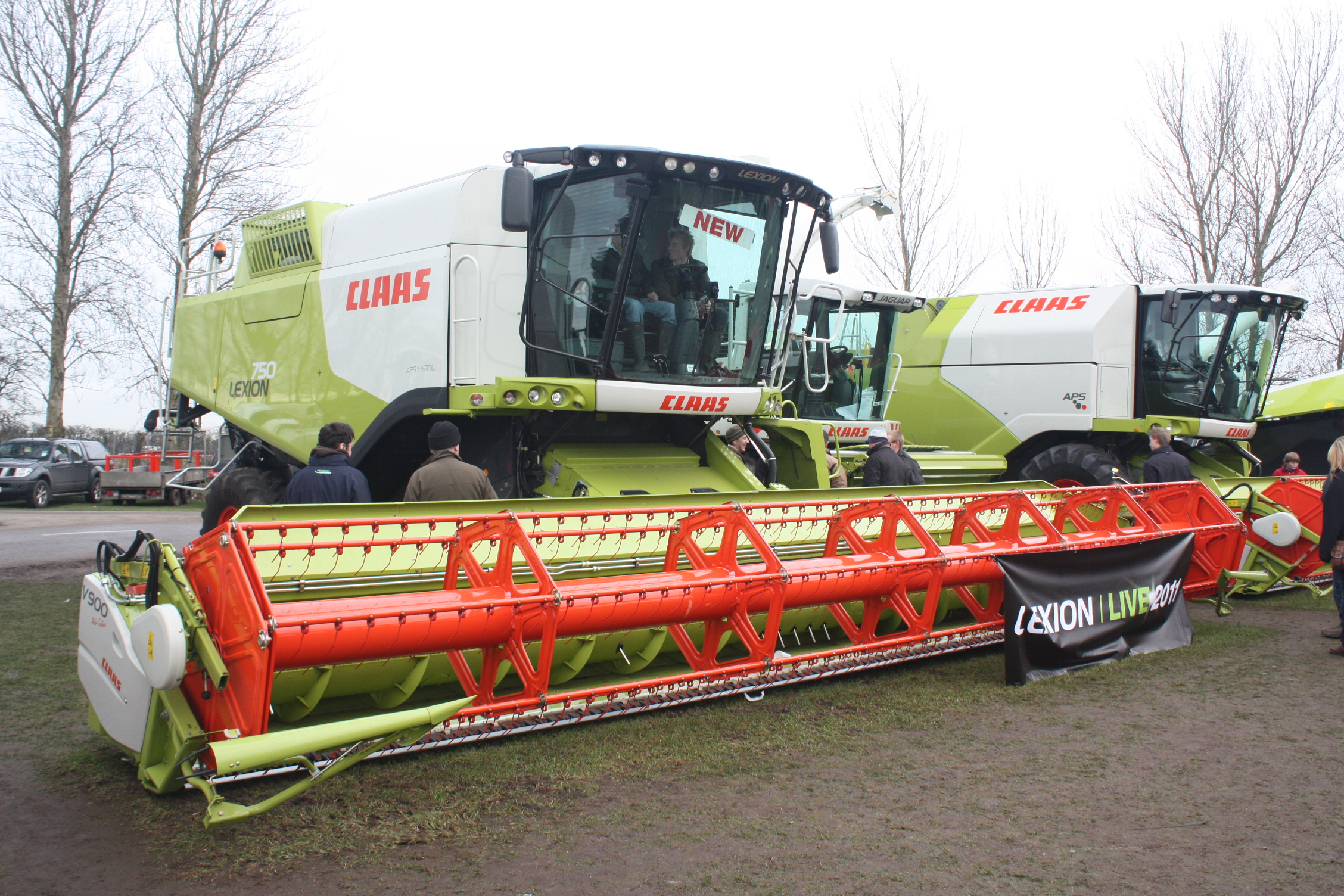
Claas Lexion 750

- Claas Super
- Claas Senator
- Claas Dominator
- Claas Cosmos
- Claas Commandor
- Claas Merkur
- Claas Medion
- Claas Lexion
- Claas Mega
- Claas Tucano
- Claas Lexion 560-510
- Claas Lexion 580-570
- Claas Lexion 600
- Lexion 560R
- Lexion 570
- Lexion 560
- Lexion 600
- Crop Tiger
- Trion

### Modelové řady traktorů
- Nectis
- Atles
- Xerion
- Axis
- Celtis
- Ares
- Arion
- Axion
- Nexos
- Atos

### Ostatní
- samojízdné řezačky: Jaguar
- samojízdné žací stroje: Cougar
- diskové žací stroje: Disco, bubnové žací stroje: Corto
- sběrací lisy: Quadrant, Variant, Rolant
- obraceče a shrnovače píce: Volto, Liner
- teleskopické nakladače: Scorpion
- Kolové nakladače: Torion
- v minulosti vyráběla firma Claas také mnoho jiných strojů jako např. krmné vozy, vysokozdvižné vozíky apod.